# Antonietta Gallone Galassi
Antonietta Gallone Galassi (Abbiategrasso, 6 luglio 1928 – Milano, 26 febbraio 2015) è stata una fisica italiana, tra le prime nel dopoguerra a cimentarsi nell’ambito della diagnostica per i beni culturali.
Tra i lavori più celebri, affiancò la restauratrice Pinin Brambilla Barcilon conducendo una ricca campagna di analisi chimico-fisiche durante il restauro dell’Ultima Cena di Leonardo da Vinci nel Convento della Chiesa di Santa Maria delle Grazie a Milano e della cappella degli Scrovegni di Giotto a Padova.

## Biografia

Antonietta Gallone

Nel 1951 Antonietta Galassi si laurea in Fisica alla Facoltà di Scienze dell’Università degli Studi di Milano. Il suo lavoro di tesi, supervisionato da Piero Caldirola, verte sugli Effetti relativistici nel calcolo del momento magnetico del deutone.
Nel 1952 Antonietta si sposa con Sergio Gallone (28 settembre 1921 - 23 gennaio 1987) e ne prende il cognome. Sergio fu docente di fisica all’Università di Milano e lavorò come teorico nucleare al Centro Informazioni Studi Esperienze (C.I.S.E.) di Milano, e fu Direttore del Laboratorio dei combustibili nucleari all’AGIP Nucleare.
Nel giugno 1952 le sarà conferito un posto da assistente alla cattedra di Fisica Sperimentale all’Istituto di Fisica Sperimentale del Politecnico di Milano, Università per la quale collaborerà, in qualità di ricercatrice, fino alla quiescenza.
Antonietta Gallone svolse le sue prime attività di ricerca nel laboratorio del laser a rubino del Politecnico di Milano, si avvicinò poi all’Istituto Gino Bozza. Solo in un secondo momento della sua carriera deciderà di lavorare in modo autonomo, con il sostegno di alcuni gruppi di studenti provenienti dai corsi da lei curati presso il Politecnico di Milano, l’Università Cattolica del Sacro Cuore e l’Accademia di Brera.

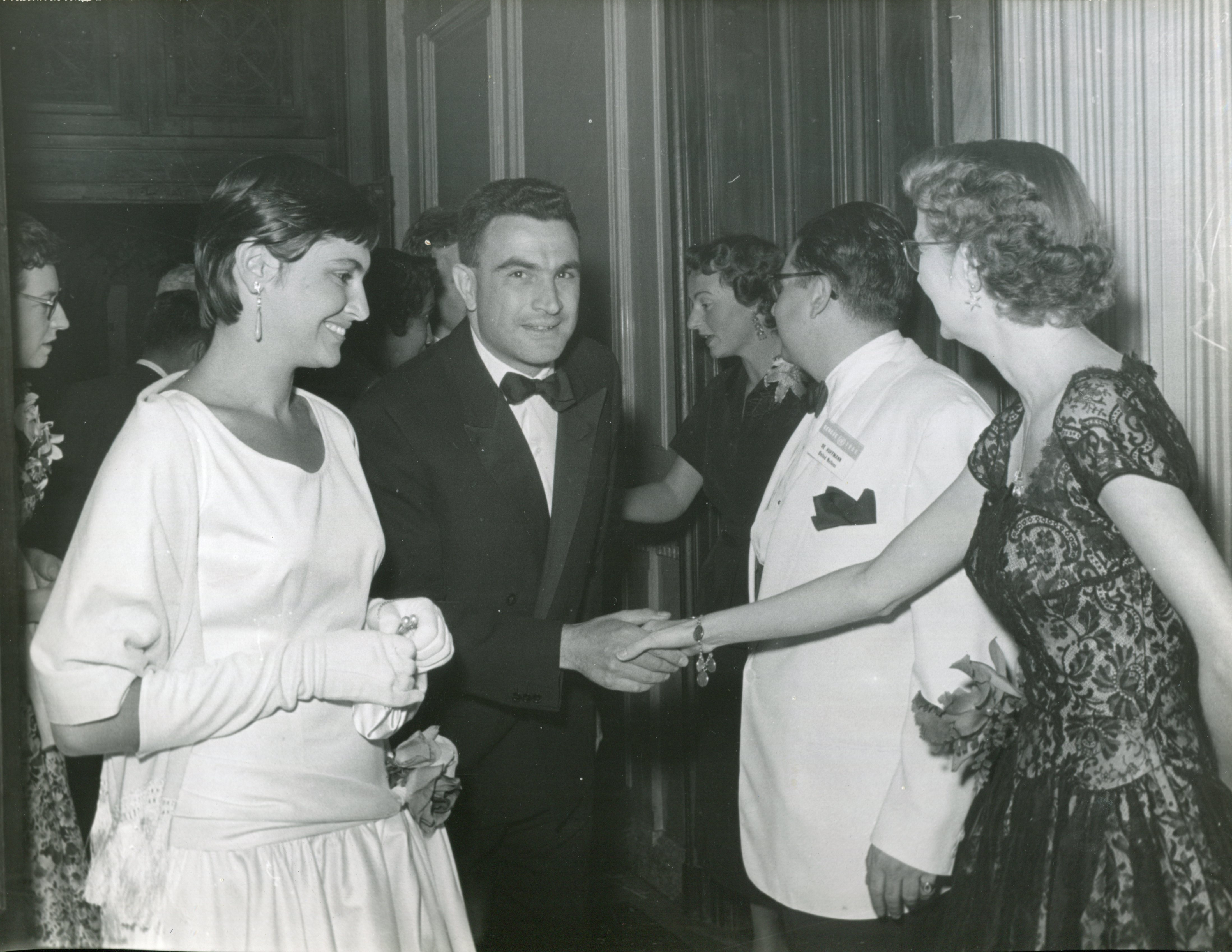
Sergio e Antonietta Gallone con Frederic e Patt de Hoffmann, Conferenza Atomi per la pace, Ginevra 1955 (sulla sinistra: Antonietta e Sergio Gallone)

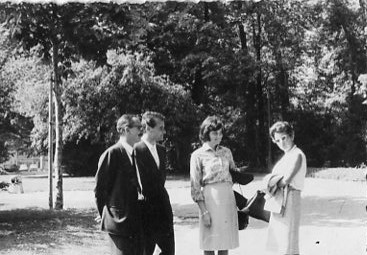
Antonietta Gallone con Giangiacomo Feltrinelli, Giancarlo Ghilardotti e Piera Salvetti, 1964

Sergio e Antonietta vivranno a Milano, inizialmente in viale Regina Giovanna, poi nell’appartamento con terrazza non lontano dalla Pinacoteca di Brera, dove piantarono semi, bulbi e rose, abbinando l’impegno e la dedizione alle piante con quello dei loro ambiti di studio. Avranno due figlie: Claudia (8 marzo 1953 – 22 febbraio 1986) e Alessandra (3 giugno 1958).
A partire dagli anni Settanta, Antonietta cominciò ad applicare le sue competenze allo studio delle opere d’arte, su richiesta di Stella Matalon, direttrice della Pinacoteca di Brera e Soprintendente ai beni storici. I principali lavori riguardarono il Ciborio della Basilica di Sant’Ambrogio e i dipinti di Bramante, Piero della Francesca, Tiziano, Perugino, Raffaello, Carlo Crivelli nonché i pittori marchigiani della Pinacoteca di Brera e l’Ultima Cena di Leonardo nel refettorio di Santa Maria delle Grazie.
Il biennio 1986-1987 fu probabilmente il più doloroso della vita di Antonietta, che fu colpita da due gravi lutti: nel febbraio 1986 venne a mancare la figlia maggiore, Claudia, affetta da una patologia cardiaca fin dalla nascita, mentre l’anno successivo si spense il marito Sergio. Antonietta rimase sola con la figlia Alessandra e non si risposò più. Dal male crebbe anche la sua forza di ripartire e scelta di dedicarsi interamente al mondo della diagnostica per i beni culturali. Nel corso della sua carriera collaborò con varie istituzioni culturali, pubbliche (Soprintendenze di Milano, Torino, Venezia, Udine, Pinacoteca di Brera, Museo Poldi Pezzoli, Accademia Carrara di Bergamo, Galleria Sabauda di Torino, etc) e private.
Fra le tecniche adottate dalla ricercatrice, si ricordano le indagini al microscopio ottico (con diverse sorgenti di illuminazione), al microscopio elettronico a scansione (SEM), analisi microchimiche (MCA), analisi per fluorescenza di raggi X (SEM-EDS), analisi per diffrazione di raggi X e prove di colorazione (ST). Inoltre, agli inizi degli anni Ottanta collaborò con Giovanni Bottiroli (Istituto di Genetica Molecolare, CNR Pavia), con il quale mise a punto una nuova metodologia microspettrofluorimetrica UV-visibile per l’identificazione dei leganti organici presenti nei singoli strati della pellicola pittorica, applicabile ai campioni inglobati in resina già preparati per l’analisi in microscopia elettronica.

## Le analisi sul Cenacolo

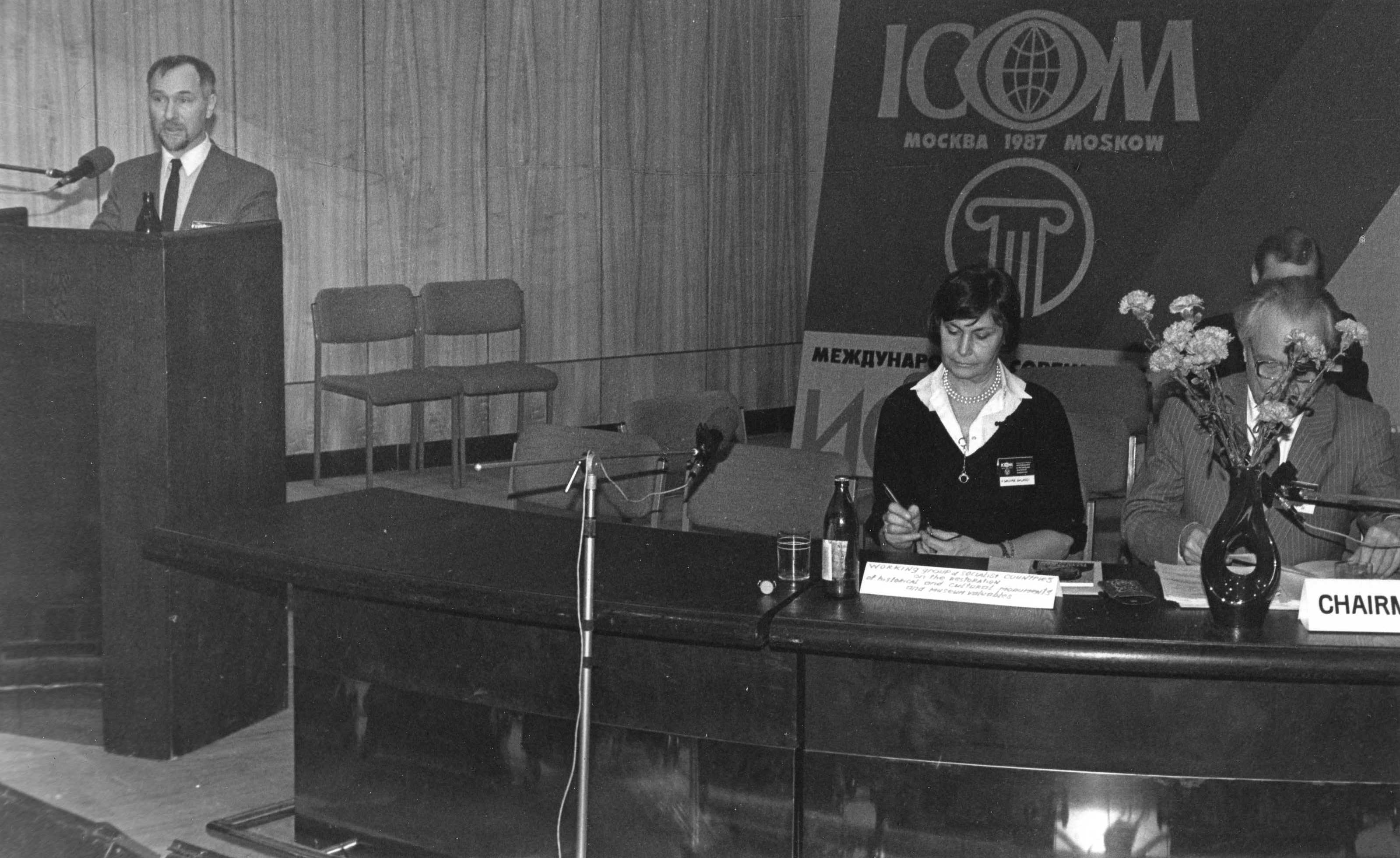
Intervento di Antonietta Gallone alla conferenza ICOM di Mosca 1987

Nell’Archivio di Antonietta Gallone e nell’Archivio Storico Olivetti si conservano diversi materiali che documentano l’impegno della studiosa nell’impresa del Cenacolo e la sua stretta collaborazione con Olivetti negli studi preliminari e durante i vari passaggi dell’operazione di restauro.
All’inizio del 1983 Antonietta fu incaricata da Carlo Bertelli di raccogliere ed elaborare i risultati delle indagini effettuate da altri gruppi di ricerca sul Cenacolo, al fine di ottenere un insieme il più possibile completo di informazioni utili alla formazione di una banca dati.
Il contratto di ricerca con l’Istituto di Fisica del Politecnico, la cui direzione sarebbe stata affidata ad Antonietta Gallone, verrà siglato da Olivetti soltanto nel giugno 1984. Il programma analitico era articolato nell’esame della materia pittorica e dell’intonaco dell’Ultima Cena, sia dal punto di vista della composizione che delle caratteristiche fisiche, in modo da fornire dati utili all’esecuzione del restauro e all’individuazione delle cause del degrado.

## Archivio Gallone
L’Archivio Gallone trova sede presso il Dipartimento di Fisica del Politecnico di Milano e raccoglie gli esiti del trentennale lavoro svolto da Antonietta Gallone Galassi, concretizzato nella stesura di circa 600 relazioni, ciascuna delle quali contiene i risultati delle analisi effettuate, oggi digitalizzate e consultabili su richiesta attraverso una pagina dedicata. Nell’archivio si conservano oltre diecimila campioni (microframmenti e polveri), di cui circa seimila inglobati in resina.

## Scritti
A. Gallone, Analisi Fisiche e Conservazione. Edifici, dipinti murali, sculture policrome e arredi, Franco Angeli 1988.
A. Gallone, I blu di Leonardo nell’Ultima Cena, in «Arte Lombarda», 2005, 145, pp. 73–75.
A. Gallone, O. Piccolo, La "Predica di san Marco ad Alessandria d'Egitto" di Gentile e Giovanni Bellini: nuovi contributi dalle indagini tecniche, in «Arte Lombarda», 2006, 146/148, pp. 73–93.